# Guglielmo Talamini
Guglielmo Talamini (Vodo di Cadore, 25 dicembre 1867 – Faenza, 28 febbraio 1918) è stato un pittore italiano.

## Biografia
Nacque a Vodo di Cadore (Belluno) il 25 dicembre 1867 nella seicentesca casa di famiglia ancora oggi visitabile, fu avviato agli studi tecnici ad Oderzo (Treviso) e trovò in seguito impiego in una ditta di legname: la vocazione pittorica ebbe tuttavia il sopravvento, tanto che l’artista lasciò il lavoro certo e nel 1885 iniziò a frequentare l’Accademia di Belle Arti di Venezia, distinguendosi tra i migliori allievi, e l’Accademia di Monaco di Baviera, di cui era direttore il maestro tedesco Franz von Lenbach, che con la propria icastica ritrattistica suggestionò il cadorino.
Nel 1899 esordì alla Biennale di Venezia con due tele, “Ritratto dell’Autore” e “Ritratto di bambina”, partecipando all'esposizione internazionale poi nel 1901 con “Ritratto di vecchio”, nel 1903 con “Ritratto della Contessa Rocca Mocenigo”, nel 1905 con “Ritratto virile”, nel 1909 con “Ritratto di una centenaria”, nel 1910 con “Ritratto del maestro Biasini”, nel 1912 con “Leggenda della foresta” e nel 1914 con “Vendemmia asolana”. Nel 1904 due dipinti ad olio parteciparono all'Esposizione Universale di Saint Luis e nel 1905 una sua opera, “Ritratto di bimbi”, prese parte all'Esposizione internazionale di Monaco di Baviera. Nel 1906 fu invece presente all’Esposizione di Milano con un nudo di donna molto apprezzato dalla critica e in nello stesso periodo espose pure a Vienna, Torino e Firenze. Nel 1909 per l’inaugurazione di un refettorio a Bagni di Lucca realizzò “Il miracolo della moltiplicazione dei pani e dei pesci”.
Talamini risiedette ad Asolo per tutto il 1917, partendo solo al precipitare degli eventi bellici, e morì a Faenza, città d’origine della moglie, la nobildonna Angelina Acquaviva, il 28 febbraio 1918.
Nel 1935 nel contesto della Biennale di Venezia fu organizzata una mostra commemorativa a lui dedicata.
Le opere dell’artista furono donate dalla vedova alla Città di Asolo nel 1923 e alla Magnifica Comunità di Cadore, che nel 1931 inaugurò la Pinacoteca Talamini.

## Le mostre
Riscoperto in tempi piuttosto recenti, Guglielmo Talamini gode di una rinnovata fama nel nuovo millennio.
La sua terra natale, Vodo di Cadore, gli dedica una prima mostra nel 2002 dal titolo Guglielmo Talamini 1867- 1918, che raccoglie le opere più significative del pittore, provenienti dalle collezioni della Magnifica Comunità di Cadore, del Museo Civico di Asolo, del Comune di Vodo di Cadore e della famiglia Talamini Coloto.
Nel 2018 il Comune di Asolo e la Magnifica Comunità del Cadore hanno dedicato al Talamini e alla sua arte una doppia mostra, i cui protagonisti indiscussi sono il territorio e le sue genti